# 돌로레스 이바루리
이시도라 돌로레스 이바루리 고메즈(Isidora Dolores Ibárruri Gómez, 스페인어 발음: [isiˈðoɾa ðoˈloɾes iˈβaruɾi ˈɣomeθ], 1895년 12월 9일 ~ 1989년 11월 12일)는 스페인 내전 시기 스페인 공화국의 정치인이다. 라 파시오나리아(스페인어: la Pasionaria, 영어: the Passionflower)라는 별명으로 유명하다. 1936년 11월 마드리드 전투 중에 만든 슬로건 "못 지나간다(스페인어: ¡No Pasarán!)"으로도 알려져 있다.
1920년 스페인 공산당(PCE)의 설립 멤버인 이바루리는 1930년대에 PCE 정기 간행물의 작가가 되었으며, 1936년 2월에 아스투리아스의 PCE 대표로 스페인 의회에 선출되었다. 내전이 끝날 무렵인 1939년에 망명에 오른 이바루리는 스페인 공산당의 중앙위원회 총서기에 취임하였고, 1942년부터 1960년까지 재직했다. 1970년부터는 PCE의 명예 의장직을 맡았다. 1977년 스페인으로 귀국한 이바루리는 내전 이전에 자신이 대표했었던 아스투리아스에서 스페인 제2공화국의 의회 의원으로 다시 선출되었다.

## 같이 보기
- 호르헤 셈프룬